# Aijuwa
Die Aijuwa (russisch Айюва) ist ein rechter Nebenfluss der Ischma in der Republik Komi in Nordwestrussland.
Die Aijuwa entspringt auf dem Timanrücken. Sie durchfließt ihn zuerst in westlicher, später in südlicher Richtung. Sie mündet südöstlich von Sosnogorsk in die Ischma. Die Aijuwa hat eine Länge von 193 km. Ihr Einzugsgebiet umfasst 2950 km². Der mittlere Abfluss (MQ) der Aijuwa 35 km oberhalb der Mündung beträgt 22 m³/s. Während der Schneeschmelze im Mai führt der Fluss im Monatsmittel 96 m³/s.